# قانون اساسی ایالت پنانگ
قانون اساسی ایالت پنانگ که در سال ۱۹۵۷ معرفی شد، قانون پایه ایالت پنانگ، مالزی است. قانون اساسی که درست قبل از استقلال فدراسیون مالایا (مالزی کنونی) از امپراتوری بریتانیا اجرایی شد، به تشکیلات و اقدامات دولت ایالتی مربوط می‌شود.